# Trypeticus parobeliscus
Trypeticus parobeliscus är en skalbaggsart som beskrevs av Kanaar 2003. Trypeticus parobeliscus ingår i släktet Trypeticus och familjen stumpbaggar. Inga underarter finns listade i Catalogue of Life.